# David Herbert
 (janvier 2011).
David Alexander Reginald Herbert, né le 3 octobre 1908 et mort le 3 avril 1995 à Tanger, est un décorateur d'intérieur, portraitiste, mondain cosmopolite, chanteur de cabaret, écrivain et esthète issu de l'aristocratie britannique.  

## Biographie
David Herbert est le deuxième fils de Lord Reginald Herbert, 12e comte de Montgomery (plus tard 15e comte de Pembroke) et de la comtesse née Beatrice Eleanor Paget (1883-1983), fille d'Alexander Victor Paget (1839-1896). Ce dernier  est fils du marquis d'Anglesey et de Hester Alice Stapleton-Cotton (1851-1930), fille du vicomte Combermere de Bhurtpore.
David a une sœur, Patricia Herbert (en) (plus tard vicomtesse Hambleden et dame de compagnie de la reine Elizabeth de 1937 à 1994), et deux frères, Sidney Herbert (16e comte de Pembroke et 13e comte de Montgomery, écuyer du prince George duc de Kent en 1935 puis secrétaire privé de la princesse Marina à la mort du duc en 1942) et Anthony Edward George Herbert.
David Herbert grandit à Castletown House en Irlande,  où il habita jusqu'en 1913. Cette année-là, son grand-père, Sidney Herbert, 14e comte de Pembroke, meurt. Le père de David Herbert hérite de la demeure ancestrale de Wilton près de Salisbury et du titre de 15e comte de Pembroke. À l'âge de neuf ans, le jeune David est envoyé à Wixenford, une public school pour se préparer à l'Eton College, où il passe quatre ans. Comme l'écrivaine Edith Olivier, cousine de Laurence Olivier, vit dans l'une des maisons du parc de Wilton house, David Herbert fait la connaissance de Cecil Beaton, venu rendre visite à Edith. C'est aussi grâce à Edith Olivier que David Herbert rencontre le poète Brian Howard, qui reste son ami toute sa vie durant. Refusant d'aller à Sandhurst comme le voulait sa famille, il passe quelque temps à l'école d'aviation de Farnborough.
Pendant les années 1920, les « Roaring Twenties », David Herbert et ses amis Brian Howard, Elizabeth Ponsonby, Robert Byron, Evelyn Waugh, Patrick Balfour, Henry Yorke, William et Harold Acton, Stephen Tennant, Bryan Guinness, Oliver Messel, Nancy Mitford et ses sœurs, Frederick Ashton, Tallulah Bankhead, Norman Harnell, Olivia Wyndham, Curtis Moffat, Brenda Dean Paul et Poldowski forment les Bright Young People, jeunesse dorée et turbulente qui lance les modes, s'amuse et défraye la chronique à Londres.
Au milieu des années 1920, David Herbert est ébranlé par la faillite de son père. Wilton et ses trésors sont sauvés grâce au courage et à la force de caractère de la comtesse de Pembroke qui doit prendre en main à la fois son mari et les finances de la famille. En attendant, David Herbert doit trouver un emploi et en 1927, il part à Berlin, alors foyer culturel européen de premier plan, emblème de la modernité et incontestablement, centre de la culture homosexuelle des années 1920. Il s'y fait engager comme secrétaire du banquier extrêmement riche Otto Kahn, grand collectionneur d'art et philanthrope. Otto Kahn renvoie bien vite David Herbert qui se retrouve contraint d'enseigner l'anglais à des actrices allemandes. À cette époque, David Herbert partage un appartement avec Christopher Sykes, attaché de l'ambassade britannique. Il se lie aussi d'amitié avec Cyril Connolly qui écrit des pièces de théâtre pour eux trois, lesquelles sont jouées en 1928 et 1929 dans l'appartement du diplomate-écrivain Sir Harold Nicolson, conseiller à l'ambassade britannique à Berlin en tant que chargé d'affaires, et mari de la romancière Vita Sackville-West, devant un public de connaissances incluant l'ambassadeur et sa femme.
David Herbert est à court d'argent et le directeur du cabaret Le Jockey où il a chanté au piano, lui offre un emploi. Herbert entraîne Hans, un jeune homme qu'il a entendu jouer dans un cabaret appelé La Silhouette. Ils empruntent des uniformes de matelots et interprètent, comme des matelots allemands, des chansons telles que In einer kleinen Konditorei et Mean to Me. À Berlin, Herbert rencontre Ruth Landshoff avec qui, à la surprise de ses amis, il entame une liaison qui dure six mois.
Herbert retourne à Londres et passe toutes ses soirées dans les deux cabarets fréquentés par les noirs, The Nest Club et Frisco's. David Herbert est présenté à John Hamilton[Lequel ?] qui l'embauche dans son entreprise, qui consiste à revendre des antiquités et réaliser des travaux de décoration d'intérieur. Il renoue également des liens d'amitié avec Cecil Beaton qui l'encourage à peindre des portraits des femmes du monde. Il part ainsi à New York peindre des portraits comme celui de Rose Fitzgerald Kennedy et ses filles. Le peintre Stephen Tennant, un de ses voisins du Wiltshire, débarque à New York, accompagnant partout David Herbert et choquant New York par son maquillage et son extravagance.
Lorsque David Herbert rentre enfin en Grande-Bretagne, il décide de rénover Park School, une école pour jeunes filles pauvres fondée en 1838 par son arrière-grand-tante, Lady Georgina Herbert, construite dans le parc de Wilton mais fermée depuis 1923. Il y habite également. C'est à ce moment que son cousin Michael Duff connaît des difficultés dans son mariage, et en 1933, lui et David Herbert décident de séjourner au Maroc. Alors qu'ils attendent leur embarquement à Tilbury, David Herbert rencontre un jeune homme dans un bar, un Irlandais du nom de Neil Griffin. Il reste avec eux les six semaines suivantes. À Tanger, ils descendent à l'hôtel El Minzah et font la connaissance de Dean, le barman. David Herbert est immédiatement conquis par l'atmosphère libérale de cette ville cosmopolite et y retourne un mois chaque année jusqu'à la Seconde Guerre mondiale. À l'été 1938, il y retourne avec Cecil Beaton et ils louent la maison du peintre Jim Wyllie dans la Casbah. Ils travaillent ensemble sur le canular My Royal Past.
En 1939 David Herbert est enrôlé dans la marine marchande et sert en tant qu'opérateur radio dans l'océan Indien. À 2h30 du matin, le 21 décembre 1942, son navire le SS Strathallan est torpillé par un sous-marin allemand au large des côtes d'Alger en Méditerranée. Il y a plus de 5 000 personnes à bord mais la plupart survivent.
De retour à Park School après la guerre, David Herbert rencontre James Caffery, neveu de l'ambassadeur des États-Unis. James Caffery demande à David Herbert de déménager pour vivre ensemble, ailleurs. En août 1946 il est à Park School pour la dernière fois puis part faire un voyage à moto avec James Caffery, rejoignant des amis en Italie et en France. Ils arrivent à Tanger en octobre pour s'y établir. Leur maison, à Djamaa el Mokra sur le côté Ouest de Tanger, est dans les tons vifs de rose mangrove et vert pistache, et l'intérieur est décoré de peintures de Cecil Beaton et de Patrick Proctor. Cependant, James Caffery n'aime ni le Maroc, ni les Marocains et la relation entre lui et David Herbert commence à s'étioler. James Caffery rencontre un jeune Espagnol et ils ouvrent ensemble un magasin de meubles en osier et fer forgé. Deux ans plus tard, James Caffery part avec le jeune homme pour l'Espagne où ils ouvrent ensemble un magasin d'antiquités.
Durant l'été 1947, David Herbert et Cecil Beaton louent la Villa Mektoub de Loel Guinness à Tanger. C'est à cette occasion qu'ils rencontrent pour la première fois Paul et Jane Bowles qui sont descendus à l'Hôtel El Fahar avec Truman Capote et Jack Dunphy.
Quand Brian Howard visite Tanger avec son compagnon allemand, un scandale est évité de justesse après que ce dernier ait tiré au revolver sur l'écran du cinéma Mauretania. David Herbert arrange la situation avec le Consul-Général afin qu'ils quittent le pays de leur propre chef plutôt que d'être expulsés. David Herbert est appelé la « reine sans couronne » de Tanger.
En 1969, David Herbert devient l'héritier présomptif du comte de Pembroke quand son frère meurt, et cela jusqu'à la naissance du fils de son neveu en 1978. Vers la fin de sa vie, il essaye de cacher un front dégarni par un toupet mal adapté et porte de nombreuses bagues.

## Mort
David Herbert est mort d'une insuffisance rénale en 1995, et fut enterré au cimetière de Saint Andrew à Tanger. Sur sa pierre tombale fut engravé "He loved Morocco" (il aimait le Maroc).

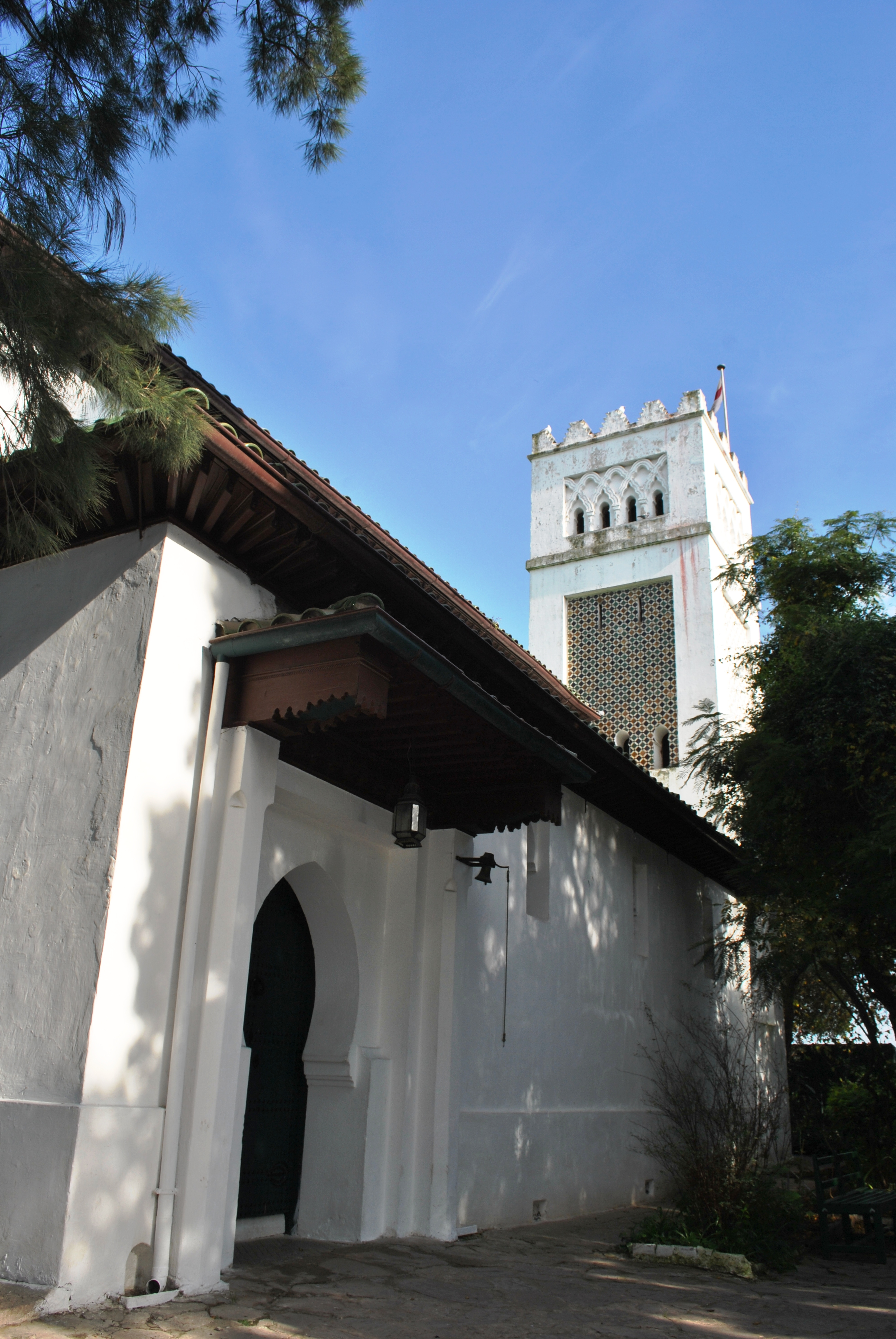
Église de St. Andrew, Tanger, Maroc.
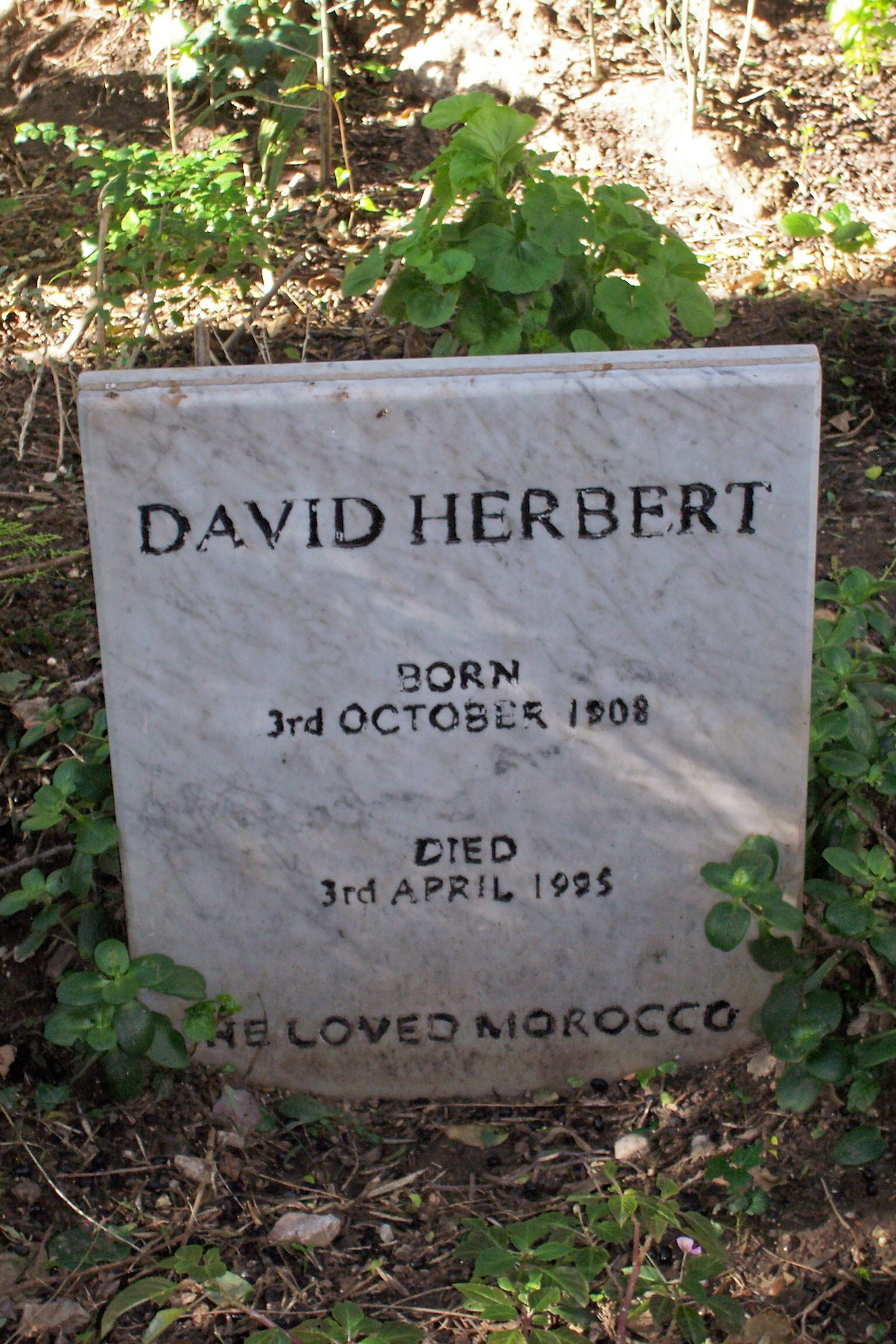
tombe de David Herbert.

## Écrits
- Second Son: An Autobiography, 1972
- Engaging Eccentrics: Recollections, 1990
- Relations and Revelations: Advice to Jemima, 1992